# Linea Jubilee
La linea Jubilee (in inglese Jubilee line) è una linea della metropolitana di Londra che collega la città da est, con capolinea a Stratford, a nord-ovest, con capolinea a Stanmore.
Assieme alle linee Bakerloo, Central, Northern, Victoria e Waterloo & City, la Jubilee è una delle linee di profondità della rete metropolitana londinese.

## Storia

### Fino al 1939
Nel 1932, la Metropolitan Railway (oggi linea Metropolitan) venne estesa da Wembley Park a Stanmore. La linea, come molte altre nel nord-ovest di Londra, venne progettata per assorbire il traffico dei pendolari che si andava realizzando per la fenomenale crescita demografica verificatasi nei sobborghi. La Metropolitan cominciò ad avere dei problemi che peggiorarono nel secondo dopoguerra con il progressivo trasferimento di residenti dalla City al West End.
La Metropolitan Railway decise allora di costruire una nuova linea che seguisse il tracciato dalla sua stazione di Edgware Road fino a Willesden Green. In effetti vennero iniziati i lavori di trasformazione della stazione di Edgware Road per realizzare quattro piattaforme della lunghezza equivalente a quattro carrozze della metropolitana. Le cose cambiarono con la costituzione del London Passenger Transport Board e il conseguente assorbimento della Metropolitan. La soluzione che venne trovata fu un allungamento della linea Bakerloo a nord da Baker Street verso St John's Wood e Swiss Cottage, in modo da utilizzare le già esistenti stazioni di Lord's, Marlborough Road e Swiss Cottage. L'estensione venne costruita e aperta nel 1939.

### Dal 1939 al 1979
| Urban head station |

| Urban stop on track |

| Urban stop on track |

| Urban stop on track |

| Unknown route-map component "uINT" |

| Urban stop on track |

| Urban stop on track |

| Urban stop on track |

| Urban stop on track |

| Unknown route-map component "uINT" |

| Unknown route-map component "uINT" |

| Unknown route-map component "utSTRa" |

| Urban tunnel stop on track |

| Urban tunnel stop on track |

| Unknown route-map component "utINT" |

| Unknown route-map component "utINT" |

| Unknown route-map component "utINT" |

| Unknown route-map component "utINT" |

| Unknown route-map component "utINT" |

| Urban tunnel stop on track |

| Unknown route-map component "utINT" |

| Unknown route-map component "utINT" |

| Unknown route-map component "utSTRe" |

| Urban stop on track |

|  | Unknown route-map component "uKRWgl" | Unknown route-map component "uKRW+r" |

|  | Unknown route-map component "uKINTe" | Urban straight track |

|  |  | Unknown route-map component "uINT" |

|  |  | Unknown route-map component "uKINTe" |

I primi piani costruiti nel dopoguerra previdero la costruzione di una serie di nuove linee. Il dato fondamentale di questo studio fu la costruzione di due nuove linee. La direttrice sud nord-est con la linea "C" (poi divenuta linea Victoria) e le linee 3 e 4, delle rotte di attraversamento della città, che dovevano collegare i sobborghi di nord-est a Fenchurch Street, Wapping, Lewisham e Hayes.
La linea Fleet venne menzionata nel 1965 in un articolo del Times, che parlava delle varie opzioni dopo il completamento della linea Victoria. Esso suggeriva che la linea Fleet avrebbe potuto collegare Baker Street-Bond Street-Trafalgar Square-Strand-Fleet Street-Ludgate Circus-Cannon Street, procedendo poi verso il sud-est di Londra
La Linea C aprì sotto il nome di Victoria Line, fra il 1968 e il 1972, mentre procedevano i lavori verso nord-est e sud-ovest.
Nel 1971 iniziò la costruzione della nuova Fleet line. Pressioni di tipo economico e dubbi sulla destinazione finale della nuova linea, condussero a temporeggiare. In un primo momento il tratto da Baker Street a Stanmore della Bakerloo Line venne innestato, a Baker Street, a un nuovo tratto lungo 2,5 km con fermate intermedie a Bond Street e Green Park, per terminare a Charing Cross, realizzando così un sensibile sgravio di traffico nel ramo del West End della linea Bakerloo fra Baker Street e Charing Cross, consentendo anche l'incremento delle frequenze nella sezione a nord di Baker Street.
La nuova linea offrì una stazione di interscambio fra la Bakerloo e la Fleet a Baker Street e i lavori vennero completati nel 1979. Nel corso dei lavori le stazioni di Trafalgar Square (Bakerloo) e Strand (Northern), vennero integrate in un'unica stazione, Charing Cross. La vecchia stazione di Charing Cross situata sulla linea Circle venne rinominata Embankment.
La linea, che avrebbe dovuto chiamarsi Fleet line per via del fiume Fleet (anche se avrebbe soltanto attraversato il fiume a Ludgate Circus; la sezione nella Central London avrebbe invece seguito il fiume Tyburn), venne rinominata Jubilee, poiché la sua apertura coincideva con il giubileo d'argento della regina Elisabetta II (venticinquesimo anniversario della salita al trono). La scelta originaria di dare il colore grigio navale alla linea venne modificata, dandole il colore argento relativo al venticinquennale (giubileo d'argento).
La linea venne inaugurata dal principe Carlo il 30 aprile 1979, entrando in esercizio dal giorno successivo.

### Dal 1979 al 1999
La linea Jubilee del 1979 fu la prima fase di un progetto previsto in quattro fasi successive, ma l'indisponibilità di fondi costrinsero a posticiparne la realizzazione fino ai primi anni del 1990.
- Fase 2 avrebbe dovuto estendere la linea, lungo Fleet Street, fino alle stazioni di Aldwych, Ludgate Circus, Cannon Street e Fenchurch Street.
- Fase 3 avrebbe dovuto vedere il prolungamento della linea passare sotto il Tamigi, all'altezza di Surrey Docks, con una diramazione diretta a Lewisham, passando per New Cross, e l'altra a New Cross Gate.
- Fase 4 sarebbe stata la possibile continuazione del ramo di Lewisham verso Addiscombe e Hayes (Kent).

Un progetto alternativo venne proposto negli anni settanta, con il proposito di estendere la Jubilee con un tracciato parallelo al Tamigi: questo avrebbe portato la linea da Fenchurch Street a Thamesmead via St. Katharine Docks, Wapping, Surrey Docks North, Canary Wharf, North Greenwich, Custom House, Silvertown, Woolwich Arsenal a Thamesmead. Comunque la River Line, come venne chiamata, venne ritenuta troppo costosa e non venne realizzata.
Modifiche intervenute nella destinazione di alcune zone, particolarmente la ristrutturazione dell'area di Docklands, fece sì che il progetto di estensione da Charing Cross venne notevolmente cambiato nel corso dei decenni. La Jubilee Line Extension, come venne chiamata, venne aperta in tre tronconi nel 1999 e venne fatta partire dalla stazione di Green Park, creando così una diramazione di una sola stazione, Charing Cross, oggi chiusa, anche se viene utilizzata per manovre ferroviarie e come set per la realizzazione di film. La linea venne estesa a Stratford con dieci stazioni intermedie. In questo modo la linea Jubilee divenne l'unica linea della metropolitana di Londra a essere interconnessa con tutte le altre linee della rete. Lungo il prolungamento venne interconnessa con la linea Central e la linea Northern quando venne chiusa la linea East London, trasferita alla London Overground.

### Progetti
Programmi prevedono la trasformazione della linea con dei treni a guida automatica come quelli in uso nella Docklands Light Railway.

## Caratteristiche
|  | Unknown route-map component "uKACCa" |

|  | Unknown route-map component "uHSTACC" |

|  | Unknown route-map component "utHSTACCa@f" |

|  | Unknown route-map component "utKRZW" |

|  | Unknown route-map component "utHSTACC" |

|  | Unknown route-map component "utKRZW" |

|  | Unknown route-map component "utHSTACC" |

|  | Unknown route-map component "utKRZW" |

|  | Unknown route-map component "utHSTACC" |

|  | Unknown route-map component "utHSTACC" |

|  | Unknown route-map component "utHSTACC" |

|  | Unknown route-map component "utHSTACC" |

|  | Unknown route-map component "utHSTACC" |

|  | Unknown route-map component "utKRZW" |

|  | Unknown route-map component "utHSTACC" |

| Unknown route-map component "uextKBHFa" | Urban tunnel straight track |

| Unknown route-map component "uextKRWl" | Unknown route-map component "uetKRWg+r" |

|  | Unknown route-map component "utHSTACC" |

|  | Unknown route-map component "utHSTACC" |

|  | Urban tunnel stop on track |

|  | Urban tunnel stop on track |

|  | Unknown route-map component "utHSTe@f" |

|  | Urban stop on track |

|  | Urban stop on track |

|  | Urban stop on track |

|  | Urban stop on track |

|  | Urban stop on track |

|  | Urban stop on track |

|  | Unknown route-map component "uHSTACC" |

|  | Urban stop on track |

|  | Urban stop on track |

|  | Unknown route-map component "uKACCe" |

### Stazioni
| Stazione                          | Immagine | Apertura          | Informazioni addizionali                                             |
| --------------------------------- | -------- | ----------------- | -------------------------------------------------------------------- |
| Stanmore                          |          | 10 dicembre 1932  |                                                                      |
| Canons Park                       |          | 10 dicembre 1932  | Aperta come Canons Park (Edgware); ridenominata nel 1933             |
| Queensbury                        |          | 16 dicembre 1934  |                                                                      |
| Kingsbury                         |          | 10 dicembre 1932  |                                                                      |
| Wembley Park                      |          | 14 ottobre 1893   |                                                                      |
| Neasden                           |          | 2 agosto 1880     |                                                                      |
| Dollis Hill                       |          | 1º ottobre 1909   |                                                                      |
| Willesden Green                   |          | 24 novembre 1879  |                                                                      |
| Kilburn                           |          | 24 novembre 1879  | Aperta come Kilburn & Brondesbury; ridenominata il 25 settembre 1950 |
| West Hampstead                    |          | 30 giugno 1879    |                                                                      |
| Finchley Road                     |          | 30 giugno 1879    |                                                                      |
| Swiss Cottage                     |          | 20 novembre 1939  |                                                                      |
| St John's Wood                    |          | 20 novembre 1939  |                                                                      |
| Baker Street                      |          | 1º maggio 1979    |                                                                      |
| Bond Street                       |          | 1º maggio 1979    |                                                                      |
| Green Park                        |          | 1º maggio 1979    |                                                                      |
| Westminster                       |          | 22 dicembre 1999  |                                                                      |
| Waterloo                          |          | 24 settembre 1999 |                                                                      |
| Southwark (Waterloo Est)          |          | 20 novembre 1999  |                                                                      |
| London Bridge (treni per Gatwick) |          | 7 ottobre 1999    |                                                                      |
| Bermondsey                        |          | 17 settembre 1999 |                                                                      |
| Canada Water                      |          | 17 settembre 1999 |                                                                      |
| Canary Wharf                      |          | 17 settembre 1999 |                                                                      |
| North Greenwich                   |          | 14 maggio 1999    |                                                                      |
| Canning Town                      |          | 14 maggio 1999    |                                                                      |
| West Ham                          |          | 14 maggio 1999    |                                                                      |
| Stratford                         |          | 14 maggio 1999    |                                                                      |

#### Stazioni dismesse
| Stazione      | Apertura       | Chiusura         |
| ------------- | -------------- | ---------------- |
| Charing Cross | 1º maggio 1979 | 19 novembre 1999 |

### Depositi
La linea Jubilee è dotata di un deposito, quello di Stratford Market, situato tra la stazione di Stratford e quella di West Ham.
I treni vengono rimessati anche nel deposito di Neasden, condiviso con la linea Metropolitan.

## Materiale rotabile

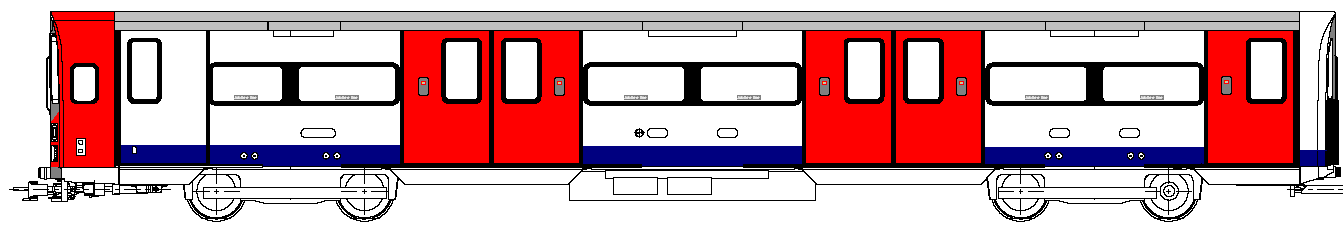
Vagone con cabina di un treno del lotto del 1996

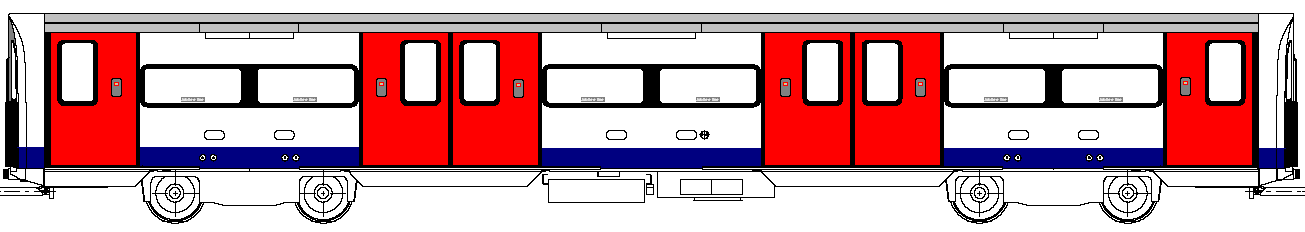
Vagone senza cabina di un treno del lotto del 1996

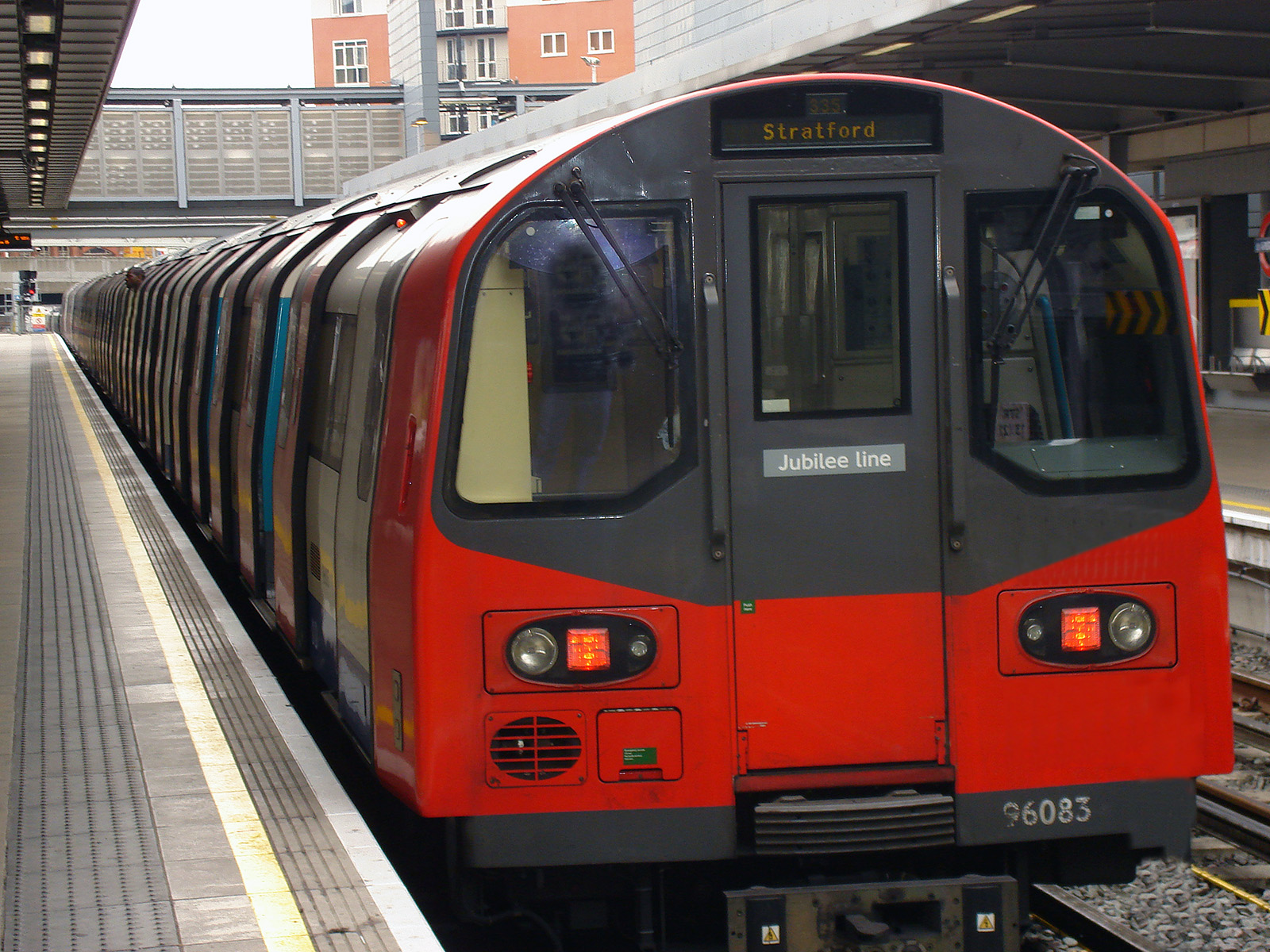
Un treno del lotto del 1996 fermo alla stazione di Stratford

Quando la linea Jubilee è stata inaugurata, i servizi erano inizialmente operati con treni del lotto del 1972. Nel 1984, questi sono stati parzialmente sostituiti dai treni del lotto del 1983; i treni dismessi sono stati trasferiti alla linea Bakerloo.